# Ghadamès
El ghadamès (en amazic Ɛdimes, ʕdimes o Ɣdames, Ɣdames; en àrab غدامس, ḡadāmis /ɣadaːmes/) és una llengua amaziga que es parla a la ciutat de l'oasi de Gadames al districte de Nalut, a Líbia.

## Recerca
Els materials per a l'estudi del ghadamès van ser reunits per dos lingüistes. Els primers materials es van publicar en 1903 i 1904 Adolphe de Calassanti Motylinski (1854-1907). Una font més abundant i fiable és proporcionada per les obres del Pare Blanc Jacques Lanfry, que es va quedar a Gadames de 1944 a 1945 i que va publicar les seves principals obres en 1968 i 1973. No s'han dut a terme noves investigacions en el lloc des de llavors. Recentment, Kossmann (2013) ha publicat una gramàtica moderna de ghadamès basada en els materials de Lanfry.

## Nombre de parlants
Lanfry esmenta el nombre de c.4.000 parlants com una estimació optimista. El nombre actual de parlants no es coneix amb exactitud. Ethnologue cita el nombre de c. 10.000 parlants en 2006, amb uns altres 2.000 vivint fora de l'àrea. Tanmateix, el nombre de 10.000 reflecteix el nombre total d'habitants de Gadames, i tots no són parlants nadius de ghadamès. A més, el nombre de 2.000 parlants emigrants es babsa en una font molt antiga. Ethnologue classifica la llengua com a 6b (amenaçada).

## La llengua
El ghadamès constitueix una llengua amaziga en si mateixa, conservant diverses característiques morfològiques i fonològiques úniques, i el lèxic ghadamès, segons el registrat per Lanfry, mostra relativament poca influència de l'àrab. Encara hi ha consens sobre la classificació del ghadamès dins el grup de la llengua amaziga. Aikhenvald i Militarev (1984) la classifiquen en les llengües amazigues orientals, i Kossmann (1999) l'agrupa específicament amb l'awjila. Ethnologue la classifica com a zenete oriental.

## Fonologia
Consonants
Com a altres llengües amazigues i a l'àrab, el ghadamès té consonants dentals faringealitzades («emfàtiques») i planes. La geminació és contrastiva. Les consonants llistades entre parèntesis només ocorren molt esporàdicament.
|            | Labial | Labio- dental | Dental | Dental far. | Palatal | Velar | Uvular | faringal | Glotal |
| ---------- | ------ | ------------- | ------ | ----------- | ------- | ----- | ------ | -------- | ------ |
| Nasal      | m      |               | n̪      |             |         |       |        |          |        |
| Oclusiva   | (p) b  |               | t̪ d̪    | t̪ˤ dˤ       | ɟ       | k ɡ   | q      |          |        |
| Fricativa  | β      | f             | s̪ z̪    | s̪ˤ z̪ˤ       | ʃ ʒ     | x ɣ   |        | ħ ʕ      | h      |
| Africada   |        |               |        |             | (tʃ)    |       |        |          |        |
| Aproximant | w      |               | l̪      | l̪ˤ          | j       |       |        |          |        |
| Vibrant    |        |               | r̪      | r̪ˤ          |         |       |        |          |        |

Vocals
La majoria de llengües amazigues tenen només tres fonemes vocàlics. El ghadamès, com el tamasheq, té set vocals.
|                 | Frontal | Central | Posterior |
| --------------- | ------- | ------- | --------- |
| Tancada         | i       |         | u         |
| Semitancada     | e       |         | o         |
| Mitjana         |         | ə       |           |
| gGairebé oberta |         | ɐ       |           |
| Oberta          |         | a       |           |